# Ахейски съюз
Ахейски съюз (на гръцки: Ἀχαϊκὴ Συμμαχία или на гръцки: Ἀχαϊκὴ Συμπολιτεία), срещан още в историографията и като Ахейска лига, в античността е обединение на 12 гръцки полиса в Ахея, северната част на Пелопонес. Първоначално съюзът е основан през V век пр.н.е.. Той се разпада с установяването на македонска хегемония над Елада. Вторият Ахейски съюз е основан около 280 г. като обединение срещу Македония на Антигонидите. Първоначално съюзник на Римската република, след поражението на Македония съюзът се обръща срещу нахлуващите римляни, като последното му сражение с тях в Ахейската война през 146 г. пр. Хр. се счита за край на гръцката съпротива и поставя начало на Римска Гърция.

## Политическа организация
За разлика от предшестващите го Пелопонески съюз, предвождан от Спарта и Делоски морски съюз начело с Атина, в Ахейския съюз няма централен полис-хегемон. Членовете на съюза са автономни и равноправни. В полисите се съхраняват всички досегашни порядки и учреждения. Център на съюза е град Егион. Върховни съюзни органи са „синклит“-а и „синод“-а (събрания на членовете на съюза), в които могат да участват всички граждани на съюзните градове, които имат навършени 30 години. Синодът се събира редовно, два пъти в годината. На него се провеждат избори за длъжностни лица и се разглеждали текущите дела. Синклитът се събира само при извънредни обстоятелства, когато трябва да се решават особено важни въпроси.
Изпълнителната власт в съюза се поделя между няколко избираеми длъжностни лица, сред които най-важна роля имал стратегът. Стратегът на съюза водел дипломацията и външната политика и председателства съюзните събрания. Първите 25 години в съюза се избират секретар и двама стратези, а по-късно – само стратег.
Към края на 3 век пр.н.е. с помощта на Древна Македония, Ахейският съюз завладява редица нови територии в Пелопонес. В съюз с Древен Рим по време на Втората македонска война ахейците успяват до 191 г. пр.н.е. да завладеят Пелопонес и някои области в Средна Гърция.
От 148 г. пр.н.е. Ахейският съюз започва война с Рим. В 146 г. пр.н.е. е разрушен Коринт – най-значителният град на съюза, което се приема за край и на независимостта на Гърция (Ливий, XXXIII, 7).

## Членове на Ахейския съюз
Градовете, които в различни периода са членове на Ахейския съюз са: Алеа, Алифира, Аргос, Асея, Асина, Бура, Дима, Дипея, Херея, Хермиона, Хипана, Гортис, Мантинея (Антигония), Калиста, Клейтор, Клеона, Коринт, Лерна, Лусий, Мегара, Месена, Метидрий, Палантий, Патра, Пелена, Сикион, Спарта, Стимфал, Тегея, Телфуса, Тенея, Трезен, Тритея, Фара, Феней, Фигалия, Егион, Егира, Елифасий, Епидавър, Тегея, Тейсоя, Тритея.

## Списък на стратезите на Ахейския съюз
- Марг 256 – 255 г. пр.н.е.
- Арат от Сикион 245 – 244 г. пр.н.е. 1-ви път
- Диоед 244 – 243 г. пр.н.е. (?)
- Арат от Сикион 243 – 242 г. пр.н.е. 2-ри път
- Егиалай 242 – 241 г. пр.н.е.
- Арат от Сикион 241 – 240 г. пр.н.е. 3-ти път
- Арат от Сикион 239 – 238 г. пр.н.е. 4-ти път
- Арат от Сикион 237 – 236 г. пр.н.е. 5-и път
- Диоед 236 – 235 г. пр.н.е. (?)
- Арат от Сикион 235 – 234 г. пр.н.е. 6-и път
- Лидиад 234 – 233 г. пр.н.е. 1-ви път
- Арат от Сикион 233 – 232 г. пр.н.е. 7-и път
- Лидиад 232 – 231 г. пр.н.е. 2-ри път
- Арат от Сикион 231 – 230 г. пр.н.е. 8-и път
- Лидиад 230 – 229 г. пр.н.е. 3-ри път
- Арат от Сикион 229 – 228 г. пр.н.е. 9-и път
- Аристомах 228 – 227 г. пр.н.е.
- Арат от Сикион 227 – 226 г. пр.н.е. 10-и път
- Хипербат 226 – 225 г. пр.н.е.
- Тимоксен 226 – 225 г. пр.н.е. 1-ви път
- Арат от Сикион 225 – 223 г. пр.н.е. 11-и път като стратег-автократор
- Тимоксен 223 – 222 г. пр.н.е. 2-ри път (?)
- Арат от Сикион 222 – 221 г. пр.н.е. 12-и път
- Тимоксен 221 – 220 г. пр.н.е. 3-ри път
- Арат от Сикион 220 – 219 г. пр.н.е. 13-и път
- Арат Млади 219 – 218 г. пр.н.е. 1-ви път
- Еперат 218 – 217 г. пр.н.е.
- Арат от Сикион 217 – 216 г. пр.н.е. 14-и път
- Арат Млади 216 – 215 г. пр.н.е. 2-ти път
- Арат от Сикион 215 – 214 г. пр.н.е. 15-и път
- Арат Млади 214 – 213 г. пр.н.е. 3-ти път
- Арат от Сикион 213 – избран за 16-и път, умира на поста
- Киклиад 209 – 208 пр.н.е. 1-ви път
- Филопемен 208 – 207 г. пр.н.е. 1-ви път
- Филопемен 206 – 205 г. пр.н.е. 2-ри път
- Филопемен 201 – 200 г. пр.н.е. 3-ти път
- Киклиад 200 – 199 г. пр.н.е. 2-ри път
- Аристен 199 – 198 г. пр.н.е. 1-ви път
- Никострат 198 – 197 г. пр.н.е.
- Аристен 195 – 194 г. пр.н.е. 2-ри път
- Филопемен 193 – 192 г. пр.н.е. 4-ти път
- Диофан 191 – 190 г. пр.н.е.
- Филопемен 190 – 189 г. пр.н.е. 5-и път
- Филопемен 190 – 188 г. пр.н.е. 6-и път
- Филопемен 187 – 186 г. пр.н.е. 7-и път
- Аристен 186 – 185 г. пр.н.е. 3-ти път
- Ликорт 185 – 184 г. пр.н.е. 1-ви път
- Архон 184 – 183 г. пр.н.е. 1-ви път
- Филопемен 183 – избран за 8-и път, загива в битка
- Ликорт 183 – 182 г. пр.н.е. 2-ри път
- Ликорт 182 – 181 г. пр.н.е. 3-ти път
- Ликорт 180 – 179 г. пр.н.е. 4-ти път
- Хипербат II 179 – 178 г. пр.н.е.
- Каликрат 178 – 177 г. пр.н.е.
- Ксенарх 175 – 174 г. пр.н.е.
- Архон 172 – 171 г. пр.н.е. 2-ри път
- Архон 170 – 169 г. пр.н.е. 3-ти път
- Меналкид 151 – 150 г. пр.н.е.
- Дией 150 – 149 г. пр.н.е. 1-ви път
- Дамокрит 149 – 148 г. пр.н.е.
- Дией 148 – 147 г. пр.н.е. 2-ри път
- Критолай 147 – 146 г. пр.н.е.
- Дией 147 – 146 г. пр.н.е. 3-ти път